# Lysandra aidae
Lysandra aidae är en fjärilsart som beskrevs av Bustillo 1973. Lysandra aidae ingår i släktet Lysandra och familjen juvelvingar. Inga underarter finns listade i Catalogue of Life.